# Гольдт, Мариус
Мариус Гольдт (нем. Marius Holdt) — европейский кинооператор и фотограф.
Работал в СССР с 1925 года по приглашению киностудии ВУФКУ в Одессе.
В Германии работал на студиях «Elektra-Film GmbH», «Hegewald Film», «Ungo-Film», «Berliner Filmladen», «Ossi Oswalda-Film-Prod», «Asslan-Film-Continentale», «Essem-Film GmbH», «Leo-Film AG», «Karl Otto Krause-Film», «Prometheus Film».
В фильме «Судьба Габсбургов» (нем. Das Schicksal derer von Habsburg) сотрудничал с режиссёром Рудольфом Раффе и с Лени Рифеншталь, тогда ещё начинающей актрисой.
Затем сотрудничал с датскими кинокомпаниями «Saga Studio», «Daku Film», «Vepro», «Dansk Tegnefilm», где был специалистом по комбинированным съёмкам.

## Фильмография

### Оператор
- 1919 — Der Kampf um die Ehe — 1. Teil: Wenn in der Ehe die Liebe stirbt[4]
- 1919 — Der Kampf um die Ehe — 2. Teil: Feindliche Gatten[5]
- 1920 — Die Spieler[6]
- 1922 — Razzia[7]
- 1922 — Morast[8]
- 1922 — Am Rande der Großstadt[9]
- 1923 — Der Frauenkönig[10]
- 1923 — Der Geigerkönig
- 1924 — Das Spiel mit dem Schicksal[11]
- 1924 — Colibri[12]
- 1925 — Aufstieg der kleinen Lilian
- 1925 — Menschen am Meer[13]
- 1925 — Namenlose Helden (короткометражный игровой)[14][15]
- 1926 — Спартак (историческая драма по одноимённому роману Рафаэлло Джованьоли)
- 1926 — Митя
- 1926 — Гамбург[16]
- 1926—28 — П. К. П. («Пилсудский купил Петлюру»)
- 1927 — Цемент (фильм по одноимённому роману Фёдора Гладкова)
- 1927 — Непобедимые (экранизация романа Лауренс Десберри «Бессмертный»)
- 1928 — Das Schicksal derer von Habsburg (Судьба Габсбургов)
- 1928 — Законы шторма (по мотивам романа Вениамина Каверина «Девять десятых судьбы»)
- 1928 — Sechzehn Töchter und kein Papa
- 1935 — Storbyens symfoni
- 1936 — Sol over Danmark (Солнце над Данией)[17][18][19]
- 1936 — Cirkusrevyen 1936
- 1941 — Den tapre skrædder
- 1941 — Amager bliver større (документальный короткометражный)
- 1946 — Fyrtøjet[20]

### Продюсер
- 1935 — Storbyens symfoni
- 1950 — Grævlingen og harerne (короткометражный)